# Psydrax ficiformis
Psydrax ficiformis là một loài thực vật có hoa trong họ Thiến thảo. Loài này được (Hook.f.) Bridson miêu tả khoa học đầu tiên năm 1993.